# 2010 год в киберспорте

## Турниры
Ниже приведён список международных и национальных турниров, прошедших в 2010 году, ход и результаты которых удостоились освещения со стороны профессиональных сайтов и изданий.

### Январь
| Турнир                                          | Место проведения    | Дата проведения        | Дисциплины                                   | Призовой фонд |
| ----------------------------------------------- | ------------------- | ---------------------- | -------------------------------------------- | ------------- |
| The Games                                       |                     | 4 января — 26 февраля  | Call of Duty                                 |               |
| ESL Sports Fußball Meisterschaft Pre-Season III | Германия, Кёльн     | 4—28 января            |                                              | 10000$        |
| MLG Orlando 2009                                | США, Орландо        | 8—10 января            | World of Warcraft, Halo 3                    | 370000$       |
| EM 4 European Championship Finals               | Германия, Кёльн     | 15—24 января           | Counter-Strike, World of Warcraft, QuakeLive | 74000$        |
| Decerto Community Tournement                    |                     | 17 января — 20 марта   | Call of Duty                                 |               |
| Stars War Reborn                                |                     | 18 января — 21 февраля |                                              |               |
| consoles.net FM3 Championship                   |                     | 25 января — 20 февраля | Racing                                       |               |
| Arbalet Cup Asia                                | Казахстан, Алма-Ата | 30—31 января           | Counter-Strike                               |               |
| IOL 2010 Finals                                 | Швеция, Стокгольм   | 30—31 января           |                                              | 5000$         |

### Февраль
| Турнир                                   | Место проведения             | Дата проведения        | Дисциплины                                   | Призовой фонд |
| ---------------------------------------- | ---------------------------- | ---------------------- | -------------------------------------------- | ------------- |
| Steelseries vs. SK Gaming running Series |                              | 1 февраля — 31 марта   |                                              |               |
| EM 4 Asian Championship Finals           | Китайская Республика, Тайбэй | 4—9 февраля            | Counter-Strike, World of Warcraft, QuakeLive | 49000$        |
| Duel of the Legends                      | Дания, Копенгаген            | 13 февраля             |                                              | 2000$         |
| Arbalet Cup February                     | Россия, Москва               | 14—15 февраля          |                                              |               |
| Need for Speed - The Competition         |                              | 15 февраля — 11 апреля |                                              |               |
| Cycom 2010                               | Франция, Париж               | 20—21 февраля          | Halo 3                                       | 2039$         |
| Gamestop Finals                          | США, Сан-Франциско           | 20—21 февраля          | Call of Duty                                 | 14000$        |
| FIWC Germany                             | Германия, Кёльн              | 20 февраля             | FIFA                                         |               |
| ESL Pro Series Season 16                 | Германия, Кёльн              | 22 февраля — 31 мая    | FIFA, Counter-Strike                         |               |
| DutchGamingLAN                           | Нидерланды, Утрехт           | 26—28 февраля          | Call of Duty                                 | 500$          |
| consolesportsTV - Championship           |                              | 28 февраля — 30 июня   | Call of Duty                                 | 742$          |
| #4 SK Insider Tournament CS1vs1          |                              | 28 февраля             | Counter-Strike                               |               |

### Март
| Турнир                          | Место проведения   | Дата проведения | Дисциплины                                   | Призовой фонд |
| ------------------------------- | ------------------ | --------------- | -------------------------------------------- | ------------- |
| IEM 4 World Championship Finals | Германия, Ганновер | 2—6 марта       | Counter-Strike, QuakeLive, World of Warcraft | 170000$       |
| ESEA-Invite Season 5 Playoffs   | США, Даллас        | 12—14 марта     | Counter-Strike                               | 45000$        |
| ESL TV Invite Cup               |                    | 19 марта        | StarCraft II                                 | 200$          |
| AustrianGamingLAN               | Австрия, Вена      | 20—21 марта     | Call of Duty                                 | 1250$         |
| MLG Doritos Combine Nashville   | США, Нашвилл       | 26—28 марта     |                                              | 1500$         |

### Апрель
| Турнир                                  | Место проведения      | Дата проведения    | Дисциплины     | Призовой фонд |
| --------------------------------------- | --------------------- | ------------------ | -------------- | ------------- |
| Tekken 6 Iron Fist Community Tournament |                       | 1 апреля — 2 мая   | Tekken 6       |               |
| The Gathering 2010                      | Норвегия, Хамар       | 1—4 апреля         | Counter-Strike | 26250$        |
| Gamers Assembly 2010                    | Франция, Пуатье       | 3—5 апреля         | Call of Duty   | 1615$         |
| Arbalet Cup Ukraine                     | Украина, Киев         | 3—4 апреля         | Counter-Strike | 8750$         |
| EPS Nordic II                           |                       | 6 апреля — 15 июня | Counter-Strike | 6700$         |
| DutchGameCon                            | Нидерланды, Амстердам | 9—11 апреля        | Call of Duty   | 5415$         |
| Arbalet Cup Best of Four                | Украина, Киев         | 9—11 апреля        | Counter-Strike | 22500$        |
| Bigfoot Networks 1on1 Aim Tournament    |                       | 10 апреля          | Counter-Strike |               |
| MLG Orlando 2010                        | США, Орландо          | 16—19 апреля       |                | 56000$        |
| #5 SK Insider Tournament CS1vs1         |                       | 18 апреля          | Counter-Strike |               |
| Arbalet Cup CIS                         | Россия, Москва        | 25 апреля          | Counter-Strike |               |

### Май
| Турнир                               | Место проведения         | Дата проведения  | Дисциплины     | Призовой фонд |
| ------------------------------------ | ------------------------ | ---------------- | -------------- | ------------- |
| Arbalet Cup Female                   | Украина, Киев            | 1—2 мая          | Counter-Strike | 20000$        |
| FIWC Grand Final 2010                | Испания, Барселона       | 1—2 мая          | FIFA           | 26000$        |
| ESL MSVI Main round                  |                          | 2 мая            | Avalon Heroes  |               |
| Arbalet Cup Europe 2010              | Швеция, Стокгольм        | 14—16 мая        | Counter-Strike | 37000$        |
| #6 SK Insider Aimmap 2on2 Tournament |                          | 16 мая           | Counter-Strike |               |
| 1. Virtual Master League             |                          | 16—17 мая        | FIFA           |               |
| Starcraft II Beta Tournament         |                          | 24 мая — 13 июня | StarCraft II   |               |
| decerto.net Co4 re-launch tournement |                          | 26 мая — 30 июня | Call of Duty   |               |
| Alpcon 2010                          | Австрия, Халль-ин-Тироль | 28—30 мая        | Call of Duty   | 841$          |

### Июнь
| Турнир                           | Место проведения  | Дата проведения  | Дисциплины                              | Призовой фонд |
| -------------------------------- | ----------------- | ---------------- | --------------------------------------- | ------------- |
| #7 SK Insider Tournament CS1vs1  |                   | 2—19 июня        | Counter-Strike                          |               |
| MLG Columbus 2010                | США, Колумбус     | 4—6 июня         | World of Warcraft, Halo 3               | 15000$        |
| ESL Pro Series Season XVI Finals | Германия, Кёльн   | 12—13 июня       | Counter-Strike                          |               |
| CGL of Ukraine 5&6               |                   | 12 июня          | Counter-Strike                          |               |
| DreamHack Summer 2010            | Швеция, Йёнчёпинг | 19—22 июня       | Counter-Strike, QuakeLive               |               |
| IOL season 2 Final 4             |                   | 19 июня          | Counter-Strike                          |               |
| ESWC UK Qualifier                |                   | 21—22 июня       | Counter-Strike                          |               |
| ESWC 2010                        | Франция, Париж    | 30 июня — 4 июля | Counter-Strike, QuakeLive, Warcraft III | 213500$       |

### Июль
| Турнир                          | Место проведения          | Дата проведения     | Дисциплины                                 | Призовой фонд |
| ------------------------------- | ------------------------- | ------------------- | ------------------------------------------ | ------------- |
| ACL Sydney 2010                 | Австралия, Сидней         | 3—4 июля            | Halo 3                                     | 1263$         |
| WCG 2010 Germany Finals         | Германия, Лейпциг         | 10—11 июля          | FIFA, Warcraft III, Counter-Strike, Racing |               |
| #8 SK Insider Tournament CS1vs1 |                           | 11 июля             | Counter-Strike                             |               |
| Arbalet Cup Dallas 2010         | США, Даллас               | 16—18 июля          | Counter-Strike                             | 80000$        |
| GameGune 2010                   | Испания, Бильбао          | 22—24 июля          | Counter-Strike                             | 22500$        |
| IEM 5 Global Challenge Shanghai | Китай, Шанхай             | 29 июля — 1 августа | Counter-Strike                             | 57000$        |
| ECL Liverpool                   | Великобритания, Ливерпуль | 30 июля — 1 августа | Halo 3, Call of Duty, Gears of War         | 35855$        |

### Август
| Турнир                                           | Место проведения             | Дата проведения         | Дисциплины                                     | Призовой фонд |
| ------------------------------------------------ | ---------------------------- | ----------------------- | ---------------------------------------------- | ------------- |
| WCG 2010 Nordic                                  | Финляндия, Хельсинки         | 5—6 августа             | Counter-Strike                                 |               |
| Blizzcon 2010 EU Regionals                       | Германия, Кёльн              | 7—8 августа             | World of Warcraft                              |               |
| PES League World Championship German Finals 2010 | Германия, Франкфурт-на-Майне | 7—8 августа             |                                                |               |
| PES Masters 2010                                 | Германия, Франкфурт-на-Майне | 7—8 августа             | Pro Evolution Soccer                           |               |
| SEC 2010 preliminaries                           |                              | 7—13 августа            | Counter-Strike                                 |               |
| EPS Nordic II Finals                             |                              | 8—9 августа             | Counter-Strike                                 | 6700$         |
| Quakecon 2010                                    | США, Даллас                  | 12—15 августа           |                                                | 53000$        |
| e-Stars Seoul 2010                               | Республика Корея, Сеул       | 13—15 августа           |                                                | 56000$        |
| #9 SK Insider Tournament CS1vs1                  |                              | 15 августа              | Counter-Strike                                 |               |
| SSCA Team Challenge 2010                         |                              | 15 августа — 24 октября |                                                | 700$          |
| IEM 5 Global Challenge Gamescom                  | Германия, Кёльн              | 18—22 августа           |                                                | 25000$        |
| Gamescom 2010                                    | Германия, Кёльн              | 18—22 августа           | StarCraft II, QuakeLive                        | 25000$        |
| ACL Perth 2010                                   | Австралия, Перт              | 21 августа              |                                                |               |
| EPS Nordic III                                   |                              | 23 августа — 9 ноября   | Counter-Strike, StarCraft II                   | 8515$         |
| ESL Pro Series Season XVII                       |                              | 23 августа — 22 ноября  | FIFA, CS: Source, Counter-Strike, StarCraft II |               |
| MLG Raleigh 2010                                 | США, Роли                    | 27—29 августа           | Halo 3, World of Warcraft, StarCraft II        | 56000$        |
| ASUS Summer 2010                                 | Украина, Киев                | 28—29 августа           | Counter-Strike, QuakeLive                      | 33000$        |

### Сентябрь
| Турнир                               | Место проведения       | Дата проведения          | Дисциплины                                                    | Призовой фонд |
| ------------------------------------ | ---------------------- | ------------------------ | ------------------------------------------------------------- | ------------- |
| SEC 2010                             | Германия, Берлин       | 3 сентября — 5 августа   | Counter-Strike, FIFA                                          | 70000$        |
| IFA 2010                             | Германия, Берлин       | 3—5 сентября             |                                                               |               |
| Beat IT Grand Finals                 | Китай, Пекин           | 4—6 сентября             | Counter-Strike, Warcraft III                                  | 45000$        |
| IEM V North American qualifier       |                        | 8—9 сентября             | Counter-Strike, QuakeLive                                     |               |
| WCG USA                              |                        | 11—12 сентября           | Counter-Strike                                                |               |
| GOMtv Global Starcraft II League S1  | Республика Корея, Сеул | 15—30 сентября           |                                                               | 170000$       |
| IEM V European Qualification Round 1 |                        | 16—22 сентября           | Counter-Strike, StarCraft II, QuakeLive                       |               |
| IEM V European Qualification Round 2 |                        | 21—23 сентября           | Counter-Strike, QuakeLive, StarCraft II                       |               |
| King of Gamescom 2010                |                        | 22 сентября              | League of Legends                                             |               |
| SteelSeries Go4SC2 Cup #40           |                        | 22 сентября              | StarCraft II                                                  | 270$          |
| PES World Masters 2010               | Испания, Мальорка      | 25 сентября              | Pro Evolution Soccer                                          |               |
| Decerto Reach 1 Night Cup            |                        | 26 сентября              |                                                               |               |
| ESL Major Series VII                 |                        | 29 сентября — 20 декабря | Avalon Heroes, CS: Source                                     |               |
| World Cyber Games 2010               | США, Лос-Анджелес      | 30 сентября — 3 октября  | Counter-Strike, FIFA, Racing, Warcraft III, League of Legends |               |

### Октябрь
| Турнир                              | Место проведения       | Дата проведения         | Дисциплины                               | Призовой фонд |
| ----------------------------------- | ---------------------- | ----------------------- | ---------------------------------------- | ------------- |
| ACL Finals 2010                     | Австралия, Брисбен     | 2—3 октября             | Halo 3                                   |               |
| Champions Trophy #1                 |                        | 2 октября               | StarCraft II                             | 500$          |
| IEM V European Championship         |                        | 7 октября — 7 ноября    | Counter-Strike, QuakeLive, StarCraft II  |               |
| IEM V American Championship Finals  | США, Нью-Йорк          | 8—10 октября            | Counter-Strike, QuakeLive, StarCraft II  |               |
| MLG Washington 2010                 | США, Вашингтон         | 15—17 октября           | Halo Reach, StarCraft II, Halo 3         | 56000$        |
| DSRack #3                           | Дания, Копенгаген      | 18—24 октября           | Counter-Strike, StarCraft II, CS: Source | 99232$        |
| GOMtv Global Starcraft II League S2 | Республика Корея, Сеул | 18 октября — 13 ноября  |                                          |               |
| Steelseries HoN World Cup           |                        | 18 октября — 13 декабря | Heroes of Newerth                        | 40000$        |
| BlizzCon 2010                       | США, Анахайм           | 22—23 октября           | StarCraft II                             | 85000$        |
| KGC #2                              | Дания, Копенгаген      | 22—23 октября           | Counter-Strike                           |               |
| Reflex GT October 2010              | Нидерланды, Амстердам  | 30—31 октября           | Halo Reach                               | 2692$         |
| Halorigine Paris 2010               | Франция, Париж         | 30 октября — 1 ноября   | Halo Reach                               |               |

### Ноябрь
| Турнир                              | Место проведения       | Дата проведения        | Дисциплины                                                 | Призовой фонд |
| ----------------------------------- | ---------------------- | ---------------------- | ---------------------------------------------------------- | ------------- |
| World e-Sports Masters 2010         | Китай, Ханчжоу         | 3—7 ноября             | Counter-Strike, Warcraft III                               | 125000$       |
| MLG Dallas 2010                     | США, Даллас            | 5—7 ноября             | Halo 3, StarCraft II, Halo Reach                           | 308900$       |
| Champions Trophy #2                 |                        | 20 ноября              | StarCraft II                                               | 250$          |
| GOMtv Global Starcraft II League S3 | Республика Корея, Сеул | 22 ноября — 18 декабря |                                                            | 174364$       |
| BEAT IT Quake Live                  | Швеция, Йёнчёпинг      | 24—26 ноября           | QuakeLive                                                  | 10500$        |
| DreamHack Winter 2010               | Швеция, Йёнчёпинг      | 25—28 ноября           | QuakeLive, Counter-Strike, StarCraft II, Heroes of Newerth |               |
| Digital Youth Awards                |                        | 25—28 ноября           | Heroes of Newerth                                          | 20000$        |
| EPS Nordic III Finals               | Швеция, Йёнчёпинг      | 25—27 ноября           | Counter-Strike, StarCraft II                               | 8515$         |
| ESL Major Series VII Playoffs       |                        | 28 ноября — 19 декабря | CS: Source, Avalon Heroes, League of Legends               | 2350$         |
| ASUS Autumn                         | Украина, Киев          | 28 ноября              | Counter-Strike                                             |               |
| SteelSeries Go4SC2 November Finals  |                        | 30 ноября              | StarCraft II                                               | 650$          |

### Декабрь
| Турнир                                | Место проведения | Дата проведения        | Дисциплины                                                | Призовой фонд |
| ------------------------------------- | ---------------- | ---------------------- | --------------------------------------------------------- | ------------- |
| ESL International Cup Series November |                  | 1—6 декабря            | Heroes of Newerth                                         | 500$          |
| ESL Pro Series Season XVII Finals     | Германия, Кёльн  | 3—5 декабря            | Counter-Strike, StarCraft II, CS: Source, QuakeLive, FIFA |               |
| IEM V European Relegation             |                  | 7—8 декабря            | Counter-Strike                                            |               |
| WCG Holiday Heroes 2010               | США, Нью-Йорк    | 11—12 декабря          | Halo Reach                                                | 4000$         |
| Intel Challenge Cup 2010              | Украина, Киев    | 13 декабря — 30 января | StarCraft II, Counter-Strike                              |               |
| Champions Trophy #3                   |                  | 18 декабря             | StarCraft II                                              |               |
| Zotac Quake Live #63                  |                  | 19 декабря             | QuakeLive                                                 |               |

## Победители крупнейших соревнований
Победителями наиболее значительных киберспортивных соревнований в 2010 году, в число которых входят регулярно проводимые крупные турниры, собирающие лучших игроков в различных дисциплинах, а также турниры с крупным призовым фондом (более 10 000$ за первое место), стали следующие игроки и команды.

### Call of Duty
- TCM-Gaming — Gamestop Finals (14000$)

### Counter-Strike
- WeMade FOX — World e-Sports Masters 2010 (22000$), EM 4 Asian Championship Finals (11000$)
- Team EG — Beat IT Grand Finals (15000$)
- SK Gaming — SEC 2010 (19344$)
- Natus Vincere — DreamHack Winter 2010 (14326$), Arbalet Cup Best of Four (12000$), IEM 4 World Championship Finals (50000$), Arbalet Cup Dallas 2010 (25000$), World Cyber Games 2010 (25000$), ESWC 2010 (36000$)
- Mousesports — EM 4 European Championship Finals (25000$), ESL Pro Series Season XVI Finals (12090$), ESL Pro Series Season XVII Finals (13400$)
- fnatic — GameGune 2010 (15493$), IEM 5 Global Challenge Shanghai (14000$), KGC #2 (18838$), Arbalet Cup Europe 2010 (15000$)
- compLexity.br — IEM V American Championship Finals (11000$)

### Halo 3
- Instinct — MLG Columbus 2010 (20000$)
- Final Boss — MLG Washington 2010 (20000$), MLG Dallas 2010 (100000$)
- Believe the Hype — MLG Orlando 2009 (100000$)

### StarCraft II
- Сантери «Naama» Лахтинен — DreamHack Winter 2010 (14371$)
- Минсу «Genius» Чун — BlizzCon 2010 (25000$)

### Warcraft III
- Сян «TH000» Хуан — World e-Sports Masters 2010 (12000$)

### World of Warcraft
- Evil Geniuses — IEM 4 World Championship Finals (25000$)
- against All authority — Blizzcon 2010 EU Regionals (15000$)